# Jost Fitschen
Jost Fitschen (* 1. Januar 1869 in Brest, Kreis Stade; † 26. Januar 1947 in Hamburg-Altona) war ein deutscher Botaniker. Er war Mitautor des bewährten Pflanzen-Bestimmungsbuches Flora von Deutschland, das unter der Bezeichnung Schmeil/Fitschen bekannt ist. Außerdem begründete er eine Gehölzflora, die auch nach seinem Tod in weiteren Auflagen erschien und unter der Bezeichnung der Fitschen bekannt ist. Sein botanisch-mykologisches Autorenkürzel lautet „Fitschen“.

## Leben
Jost Fitschen war Volksschullehrer in Geversdorf bei Cuxhaven, dann in Neuhaus/Oste und Uphusen, später in Magdeburg, bevor er als Rektor eine Volksschule in Hamburg-Altona leitete. In Magdeburg gehörte er zum Kollegium der 1. Wilhelmstädter Volksschule, einer der größten Schulen Magdeburgs mit etwa 1.400 Schülern und mehr als 40 Lehrkräften. 
Sein Vorgesetzter war der Lehrer der Naturwissenschaften Otto Schmeil, der seit 1894 das Rektorat innehatte. Gemeinsam mit Schmeil verfasste Fitschen die Flora von Deutschland. Ein Hilfsbuch zum Bestimmen der in dem Gebiet wildwachsenden und angebauten Pflanzen. Die erste Auflage erschien im Dezember 1903. Vom Jahr 1923 an war Fitschen alleiniger Bearbeiter. 
Wegen einer tückischen Nervenerkrankung wurde er vorzeitig pensioniert. Fast die letzten zwanzig Jahre seines Lebens litt er an einer fortschreitenden Lähmung, die ihn an seine Hamburger Wohnung fesselte. 
In Fachkreisen galt Fitschen als hervorragender Pflanzenkenner. Er erforschte unter anderem die Flora der Unterelbe, Adventivpflanzen, Süßwasseralgen, Brombeeren und Nadelbäume.

## Veröffentlichungen (Auswahl)
- mit Otto Schmeil: Flora von Deutschland. Ein Hilfsbuch zum Bestimmen der in dem Gebiet wildwachsenden und angebauten Pflanzen. Leipzig 1903; später als Flora von Deutschland und seinen angrenzenden Gebieten: 88. Auflage, bearbeitet von Werner Rauh und Karlheinz Senghas, Heidelberg/Wiesbaden 1988; Auflage Februar 2003 als Flora von Deutschland und angrenzender Länder, ISBN 3-494-01328-4.
- Gehölzflora. Ein Buch zum Bestimmen der in Deutschland und angrenzenden Ländern wildwachsenden und angepflanzten Bäume und Sträucher. Leipzig, 1920.
- Handbuch der Nadelholzkunde: Systematik, Beschreibung, Verwendung und Kultur der Ginkgoaceen, Freiland-Koniferen und Gnetaceen. Für Gärtner, Forstbeamte und Botaniker mit Beiträgen von Henrich Klebahn, Hamburg, Hans Sachtleben, Berlin-Dahlem und H. Luyken, Weener. 3., vollständig neu bearbeitete Auflage von Beissner's Nadelholzkunde. Berlin, 1930.
- Die verbreitetsten Pflanzen Deutschlands. Einfache Tabellen zum Bestimmen unserer häufigsten wildwachsenden und angebauten Pflanzen nach der „Flora“ von Schmeil-Fitschen (gemeinsam mit Otto Schmeil). Leipzig, 1941.